# Ingrisma mayi
Ingrisma mayi är en skalbaggsart som beskrevs av Thierry Bourgoin 1917. Ingrisma mayi ingår i släktet Ingrisma och familjen Cetoniidae. Inga underarter finns listade i Catalogue of Life.